# Mayús (tecla)

Tecla Shift o Mayús

La tecla mayús (acortamiento de mayúsculas) o shift (⇧ Mayús o ⇧) es una de las teclas modificadoras utilizadas en los teclados de computadora para escribir mayúsculas y otros caracteres alternativos o secundarios. Normalmente los teclados incluyen dos teclas shift en cada extremo de la segunda fila inferior. La tecla shift es representada por una flecha delineada apuntando hacia arriba (U+21E7, ⇧).
El nombre de la tecla tiene su origen en las máquinas de escribir, donde se tenía que mantener apretada una tecla similar para desplazar (shift, en inglés) el mecanismo que permite escribir mayúsculas.
Cuando la tecla ⇪ Bloq Mayús está activada, la tecla shift puede ser usada para escribir minúsculas.
En un teclado de computadora, a diferencia de un teclado de máquina de escribir, la tecla shift puede tener otros usos:
- Puede modificar atajos de teclado. Por ejemplo, Alt+Tab ↹ sirve para alternar entre las ventanas abiertas, mientras que ⇧ Mayús+Alt+Tab ↹ las alterna en el sentido contrario.
- En algunos programas permite la selección múltiple de elementos.

Teclado IBM PC/Compatible IBM PC/Microsoft Windows (distribución española).
- Datos: Q827156
- Multimedia: Shift key / Q827156